# Bertrand Tavernier
Bertrand Tavernier (Lyon, 25 april 1941 – Saint-Maxime, 25 maart 2021) was een Franse filmregisseur, scenarist, filmproducent en schrijver.

## Levensloop
Tavernier regisseerde 22 langspeelfilms die heel dikwijls gebaseerd zijn op een origineel scenario waaraan hij meestal meeschreef. Hij was een groot cinefiel en in die hoedanigheid was hij dan ook voorzitter van het Institut Lumière van zijn geboortestad. Hij zette zich onvermoeibaar in voor de zevende kunst en hij droeg er toe bij dat een aantal Amerikaanse filmregisseurs uit het verleden beter bekend geraakten in Frankrijk door zijn publicatie Amis américains.
In tegenstelling tot een aantal van zijn generatiegenoten en tot de cineasten van de nouvelle vague besteedde hij veel zorg aan de kunst van het vertellen van verhalen. Hij gaf nieuwe kansen aan een aantal Franse scenaristen en dialoogschrijvers (in de eerste plaats Jean Aurenche en Pierre Bost) die door de nouvelle vague uitgespuwd werden.
Hij is vader van acteur en filmregisseur Nils Tavernier en van schrijfster Tiffany Tavernier.
Tavernier overleed op 79-jarige leeftijd.

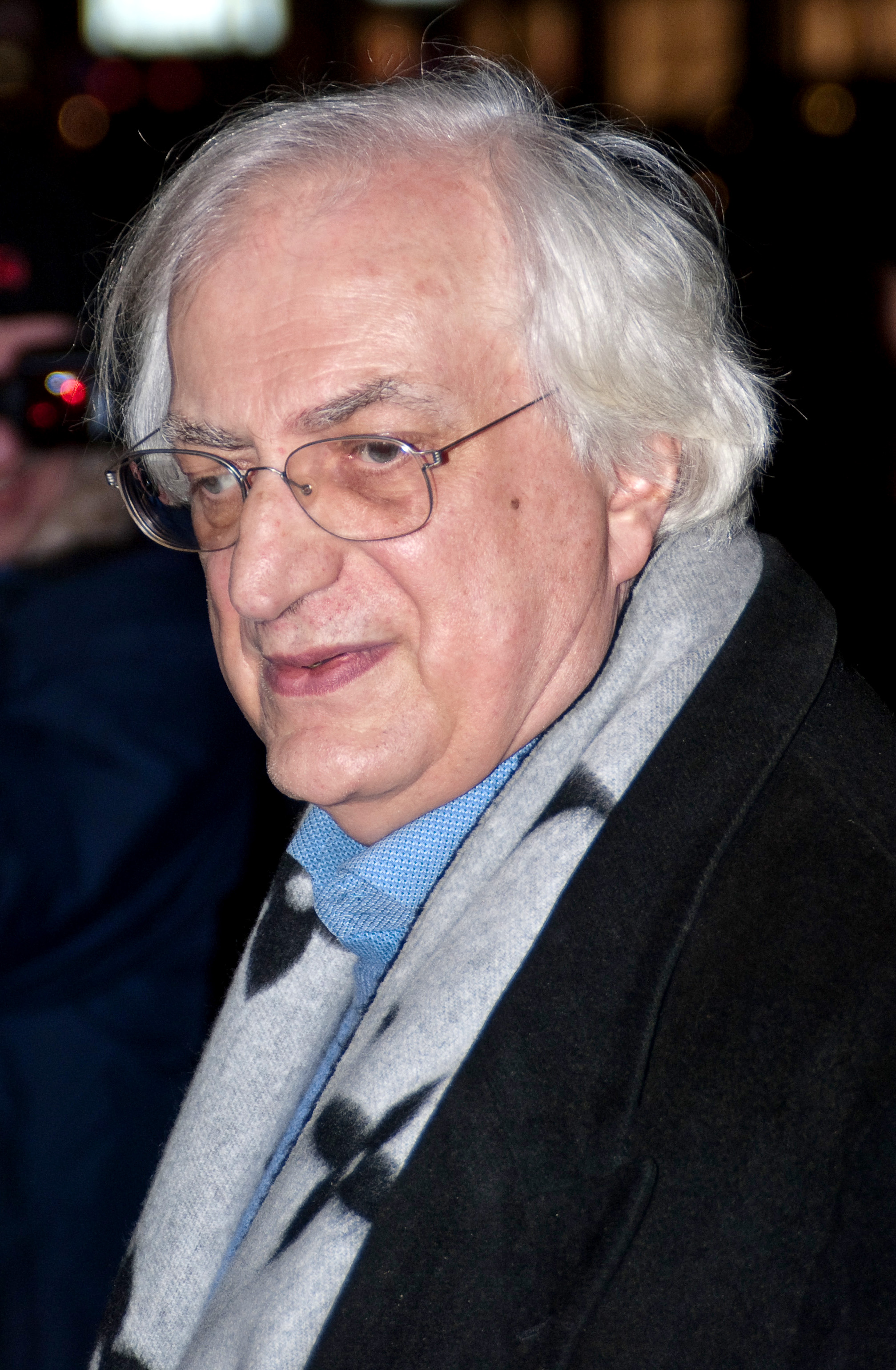
Tavernier op het Internationaal Filmfestival van Berlijn (2009)

## Filmografie

### Regieassistent
- 1961: Léon Morin, prêtre (Jean-Pierre Melville)

### Filmregisseur

#### Langspeelfilms
- 1964: Les Baisers (sketchenfilm, tweede episode Baiser de Judas)
- 1964: La Chance et l'Amour (sketchenfilm, episode Une chance explosive)
- 1974: L'Horloger de Saint-Paul (naar de roman L'Horloger d'Everton van Georges Simenon)
- 1975: Que la fête commence
- 1976: Le Juge et l'Assassin
- 1977: Des enfants gâtés
- 1980: La Mort en direct (Deathwatch)
- 1980: Une semaine de vacances
- 1981: Coup de torchon (naar de roman Pop. 1280 van Jim Thompson)
- 1984: Un dimanche à la campagne
- 1986: 'Round Midnight (Autour de minuit), jazzfilm met Dexter Gordon
- 1987: La Passion Béatrice
- 1989: La Vie et rien d'autre
- 1990: Daddy nostalgie
- 1991: Contre l'oubli (sketchenfilm, episode Pour Aung San Suu Kyi, Myanmar)
- 1992: L.627
- 1994: La Fille de d'Artagnan
- 1995: L'Appât
- 1996: Capitaine Conan
- 1999: Ça commence aujourd'hui
- 2002: Laissez-passer
- 2004: Holy Lola
- 2009: In the Electric Mist (Dans la brume électrique) (naar de gelijknamige roman van James Lee Burke)
- 2010: La Princesse de Montpensier (naar de novelle van Madame de La Fayette)
- 2013: Quai d'Orsay (naar het gelijknamige stripverhaal van Christophe Blain en Abel Lanzac)
- 2016: Voyage à travers le cinéma français (documentaire)

#### Documentaires
- 1983: 'Mississippi Blues (Pays d'octobre) (regie samen met Robert Parrish)
- 1992: La Guerre sans nom
- 2001: Histoires de vie brisées : les "double peine" de Lyon (regie samen met Nils Tavernier)

#### Korte films
- 1983: Ciné Citron
- 1983: La 800ème génération

### Scenarist
- 1967: Coplan ouvre le feu à Mexico (Riccardo Freda)
- 1968: Capitaine Singrid (Jean Leduc)
- 1983: La Trace (Bernard Favre)
- 1987: Les mois d'avril sont meurtriers (Laurent Heynemann)
- 1991: Der grüne Berg (Fredi Murer) (documentaire)
- 2001: Mon père, il m'a sauvé la vie (José Giovanni)
- 2008: Lucifer et moi (Jean-Jacques Grand-Jouan)

## Prijzen
- 1973: L'Horloger de Saint-Paul: Prix Louis-Delluc
- 1974: L'Horloger de Saint-Paul: Zilveren Beer op het Internationaal filmfestival van Berlijn
- 1976: Que la fête commence: César voor Beste regisseur
- 1976: Que la fête commence: César voor Beste scenario of bewerking
- 1977: Le Juge et l'Assassin:  César voor Beste scenario of bewerking
- 1984: Un dimanche à la campagne: Prijs voor de Beste regie op het Filmfestival van Cannes
- 1985: Un dimanche à la campagne: César voor Beste scenario of bewerking
- 1990: La Vie et rien d'autre: BAFTA Award voor Beste anderstalige film
- 1995: L'Appât: Gouden Beer op het Internationaal filmfestival van Berlijn
- 1997: Capitaine Conan: César voor Beste regisseur
- Tavernier werd ook twaalf keer genomineerd voor de Césars
  - vijf keer voor de César voor Beste film: in 1976 voor Que la fête commence, in 1977 voor Le Juge et l'Assassin, in 1985 voor Un dimanche à la campagne, in 1993 voor L.627 en in 1997 voor Capitaine Conan
  - vijf keer voor de César voor Beste scenario of bewerking: in 1981 voor La Mort en direct, in 1982 voor Coup de torchon, in 1990 voor La Vie et rien d'autre, in 1993 voor L.627 en in 1997 voor Capitaine Conan
  - twee keer voor de César voor Beste regisseur: in 1977 voor Le Juge et l'Assassin en in 1985 voor Un dimanche à la campagne